# Чипеш, Тамара
Тамара Чипеш (венг. Tamara Csipes; род. 24 августа 1989, Будапешт) — венгерская гребчиха-байдарочница, двукратная олимпийская чемпионка в экипажах четвёрок (2016 и 2020), 8-кратная чемпионка мира, 8-кратная чемпионка Европы, победительница многих регат национального и международного значения. Выступает за сборную Венгрии с 2009 года.

## Биография
Тамара Чипеш родилась 24 августа 1989 года в Будапеште. В детстве занималась плаванием, а в греблю перешла в возрасте одиннадцати лет — проходила подготовку в столичном спортивном клубе «Будапешт Хонвед» под руководством собственного отца Ференца Чипеша, олимпийского чемпиона и многократного чемпиона мира.
Впервые заявила о себе в 2004 году, выиграв чемпионат Европы среди юниоров. Год спустя победила всех соперниц на юниорском чемпионате мира. В 2006 году так же получила две золотые награды на мировых первенствах среди юниоров.
Первого серьёзного успеха на взрослом международном уровне добилась в сезоне 2009 года, когда попала в основной состав венгерской национальной сборной и побывала на чемпионате Европы в немецком Бранденбурге, откуда привезла две награды серебряного достоинства, выигранные в зачёте двухместных байдарок на дистанции 1000 метров и в зачёте четырёхместных байдарок на дистанции 500 метров. Год спустя на европейском первенстве в испанской Корвере трижды поднималась на пьедестал почёта: получила серебро в одиночках на пяти тысячах метрах, золото в двойках на тысяче метрах и ещё одно серебро в четвёрках на пятистах метрах. При этом на мировом первенстве в польской Познани она одержала победу в обеих дисциплинах, в которых принимала участие, километровой гонке байдарок-двоек и полукилометровой гонке байдарок-четвёрок.
В 2011 году в двойках на пятистах и тысяче метрах Чипеш завоевала золотые медали на чемпионате Европы в Белграде, а затем на домашнем чемпионате мира добавила в послужной список золотые награды, выигранные в одиночках на дистанциях 1000 и 5000 метров. По итогам сезона была признана лучшей спортсменкой Венгрии. Несмотря на выдающиеся спортивные результаты, Тамара Чипеш не смогла отобраться на Олимпийские игры 2012 года в Лондоне и из-за этого решила выступать за сборную Австралии. Тем не менее, венгерская федерация гребли воспрепятствовала этому переходу, в итоге гребчиха так ни разу и не выступила за австралийскую команду, а в феврале 2014 года объявила, что собирается вернуться в венгерскую сборную и продолжить карьеру на родине.
На чемпионате Европы 2014 года в Бранденбурге Чипеш выиграла две золотые медали, в одиночках на тысяче метрах и в двойках на пятистах метрах, тогда как на чемпионате мира в Москве взяла серебро в километровой дисциплине байдарок-одиночек и была лучшей в полукилометровой дисциплине двоек, став таким образом пятикратной чемпионкой мира. В 2015 году провалила тест на наркотики и была отстранена от соревнований сроком на четыре месяца. По окончании периода дисквалификации вернулась в основной состав гребной команды Венгрии и продолжила принимать участие в крупнейших международных регатах, в частности в четвёрках на пятистах метрах одержала победу на чемпионате Европы в Москве.
Благодаря череде удачных выступлений Тамара Чипеш удостоилась права защищать честь страны на летних Олимпийских играх 2016 года в Рио-де-Жанейро. Стартовала здесь на дистанции 500 метров с четырёхместным экипажем, куда также вошли гребчихи Габриэлла Сабо, Данута Козак и Кристина Фазекаш — они с первого места квалифицировались на предварительном этапе и тем самым сразу попали в главный финал «А», где тоже не знали равных, опередив ближайших преследовательниц из Германии почти на секунду.